# Opuntia schumannii
Opuntia schumannii es una especie fanerógama perteneciente a la familia Cactaceae. Nativas de Sudamérica en Colombia, y Venezuela.

## Descripción
Opuntia schumannii crece de forma tupida y alcanza una altura de 1 a 2 metros. Los cladodios son ovados a oblongos de color verde oscuro mate y  de hasta 25 centímetros de longitud. Las pocas areolas están bien separadas y tienen gloquidios con 2-10 espinas de color marrón oscuro  muy desiguales. Están un poco torcidas, aplanadas, y miden hasta 4,5 centímetros. Las flores son amarillentas de color rojo o naranja y más tarde son de color rojo oscuro,  alcanzan una longitud de hasta 6 centímetros. Las frutas soncarnosas, de color morado oscuro y de forma ovalada y de hasta 5 cm de longitud.

## Taxonomía
Opuntia schumannii  fue descrita por F.A.C.Weber ex A.Berger y publicado en Anales del Museo Nacional de Buenos Aires 11: 511. 1905.
Etimología
Opuntia: nombre genérico  que proviene del griego usado por Plinio el Viejo para una planta que creció alrededor de la ciudad de Opus en Grecia.

schumannii: epíteto otorgado en honor del botánico alemán Karl Moritz Schumann.